# 克雷斯特韦尤山 (肯塔基州)
克雷斯特韦尤山（英語：Crestview Hills），是美国肯塔基州的一座城市。建立于1951年，面积约为4.9平方公里（1.9平方英里）。根据2010年美国人口普查，该市的人口为3,148人。